# Mauertalsperre
Die Mauertalsperre (laut offiziellem Schild des Wasserverbands Wedel-Brenz vor Ort: der Staudamm Mauertal) ist ein Hochwasserrückhaltebecken im Mauertal bei Söhnstetten im Landkreis Heidenheim in Baden-Württemberg. Das Bauwerk, ein Erddamm, gilt wegen seiner Höhe als große Talsperre nach dem ICOLD-Kriterium, nach der DIN 19700-12 ist es als mittleres Hochwasserrückhaltebecken klassifiziert.
Das gestaute, nur periodisch wasserführende und auf langer Strecke sogar bettlose Gewässer ist der Mauertalgraben, der sich unterhalb von Söhnstetten mit dem Eseltalgraben zum Wedel vereint. Im nahen Eseltal befindet sich ein weiterer Erddamm (Hochwasserrückhaltebecken Eseltal), wo eventueller Oberflächenabfluss der Täler Eseltal, Ulmer Tal und Benzenhauser Teich aufgestaut wird. Das Becken war noch nie eingestaut.

## Beschreibung
Das Bauwerk riegelt einen etwa 5 km langen, meist trockenen Talstrang ab, der nördlich von Böhmenkirch einsetzt und dessen unterer Teil das Mauertal ist. Das Einzugsgebiet ist etwa 30,3 km² groß. Es liegt auf der verkarsteten Weißjurahochfläche der Schwäbischen Alb im Naturraum Albuch.
Die 1956 erbaute Sperre steht kurz vor dem Ortsbereich von Söhnstetten und hat einen 20,7 m hohen Erddamm, dessen Krone damit fast bis auf 600 m ü. NHN reicht. Dieser hat ein Erdvolumen von 140.000 m³ und kann bis zu 705.000 m³ Wasser zurückhalten. Der durchfließende Mauertalgraben vereint sich wenig unterhalb des Dorfs mit dem rechten Eseltalgraben zum Wedel, der in Luftlinie etwa 11 km weiter östlich nach seinem Lauf durchs Stubental in Heidenheim von rechts in die Brenz mündet. Der Wedel führt gemessen an seinem 218 km² großen oberirdischen Einzugsgebiet gewöhnlich nur selten und auch nur wenig Wasser.

## Wasserverband
Das Rückhaltebecken wird vom Wasserverband Wedel-Brenz betrieben.

## Lokale Hydrogeologie

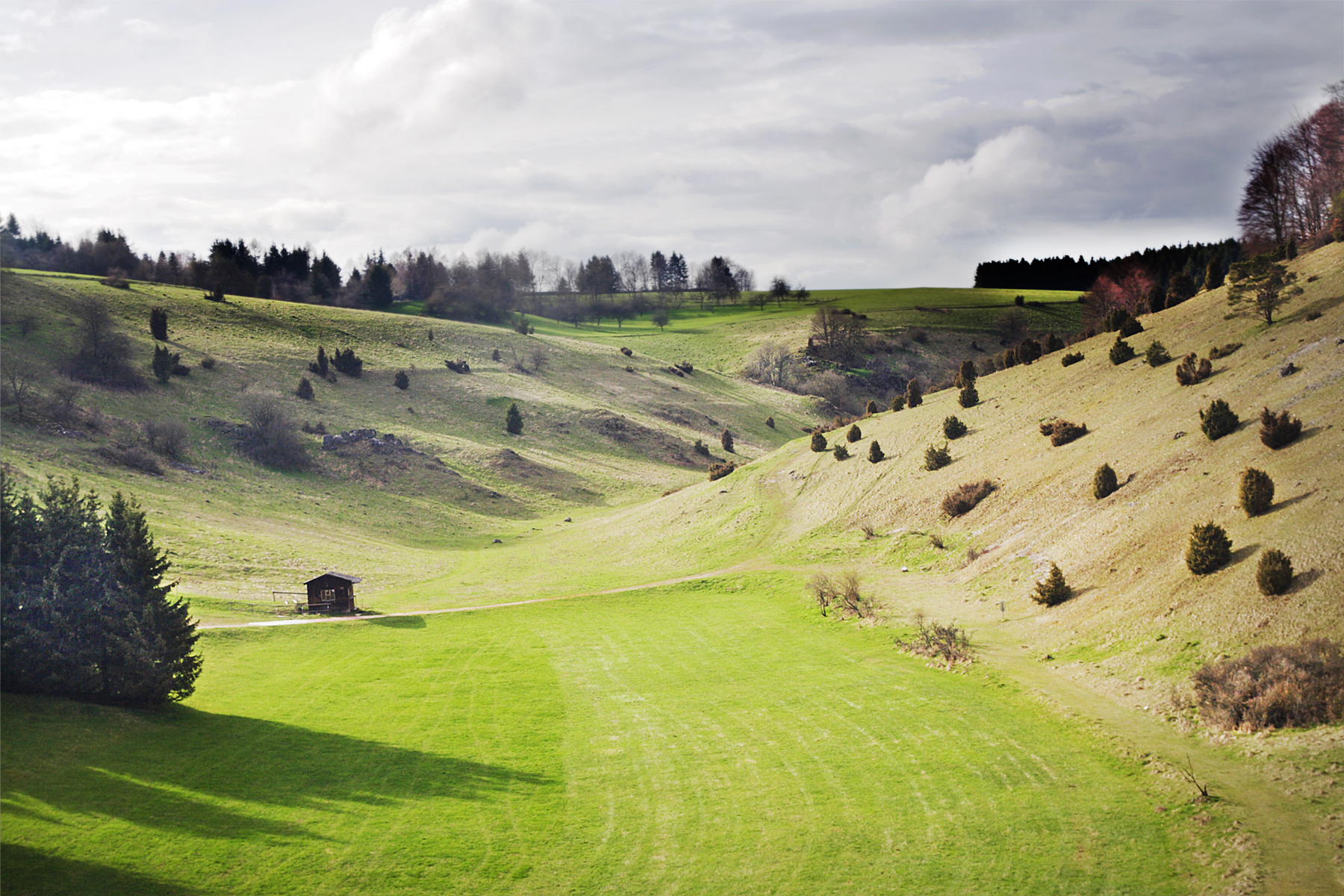
Mauertal, ein Trockental, Blick von der Sperre, unmittelbar östlich von Söhnstetten am Albuch

Das Dorf Söhnstetten grenzt westlich, nur ca. 30 m höher liegend, an das gänzlich trocken gefallene Mauertal an. Mauertal und Eseltal, ebenso wie weiter abwärts das Wental von Norden sowie die Trockentäler Zwerchstubental, Schackental und Ugental von Süden, entwässerten ursprünglich in das Stubental, das nach Heidenheim führt.
Alle genannten Täler sind seit dem Pleistozän die meiste Zeit Trockentäler. In der Vergangenheit – bis ins 20. Jahrhundert – hatten diese Trockentäler aber nach großer Schneeschmelze, lang anhaltenden Niederschlägen oder Starkregen immer einmal wieder Oberflächenabfluss, in einigen Eiszeitalterperioden mit permanenter Frostplombierung des Karstbodens auch über Jahrhunderte hinweg.
Um das Stubental selbst, in dem die Trasse der wichtigen Bundesstraße 466 verläuft, sowie die Stadt Heidenheim an seinem Ausgang zu schützen, wurden vier Erddämme errichtet: außer den genannten beiden auch das Hochwasserrückhaltebecken Wental und die Ugentalsperre in Seitentälern weiter abwärts, denn alle diese Täler haben große Wassereinzugsgebiete.

### LUBW
- Amtliche Online-Gewässerkarte mit passendem Ausschnitt und den hier benutzten Layern: Mauertalsperre und Umgebung.
- Allgemeiner Einstieg ohne Voreinstellungen und Layer: Daten- und Kartendienst der Landesanstalt für Umwelt Baden-Württemberg (LUBW) (Hinweise).

1. 1 2  Länge abgemessen auf dem Hintergrundlayer Topographische Karte.
2. ↑  Einzugsgebiet bestimmt aus dem Einzugsgebiet des gesamten Mauertalgrabens nach dem Layer Basiseinzugsgebiet (AWGN) abzüglich des auf dem Hintergrundlayer Topographische Karte abgemessenen kleinen Einzugsgebietsteiles abwärts des Damms.
3. 1 2  Daten der Stauanlage nach dem einschlägigen Layer.
4. ↑  Höhe nach dem Höhenlinienbild auf dem Hintergrundlayer Topographische Karte.
5. ↑  Einzugsgebiet nach dem Layer Aggregierte Gebiete 05.

### Andere Belege
1. ↑  Geologie nach den Layern zu Geologische Karte 1:50.000 auf: Mapserver des Landesamtes für Geologie, Rohstoffe und Bergbau (LGRB) (Hinweise).
2. ↑  Hansjörg Dongus: Geographische Landesaufnahme: Die naturräumlichen Einheiten auf Blatt 171 Göppingen. Bundesanstalt für Landeskunde, Bad Godesberg 1961. → Online-Karte (PDF; 4,3 MB).
3. ↑  Joachim Eberle, Bernhard Eitel, Wolf Dieter Blümel, Peter Wittmann: Deutschlands Süden vom Erdmittelalter zur Gegenwart. Springer, Heidelberg etc. 2007, ISBN 978-3-8274-1506-6, S. 104.
4. ↑  Joachim Eberle, Bernhard Eitel, Wolf Dieter Blümel, Peter Wittmann: Deutschlands Süden vom Erdmittelalter zur Gegenwart. Springer, Heidelberg etc. 2007, ISBN 978-3-8274-1506-6, S. 126.

## Weblinks

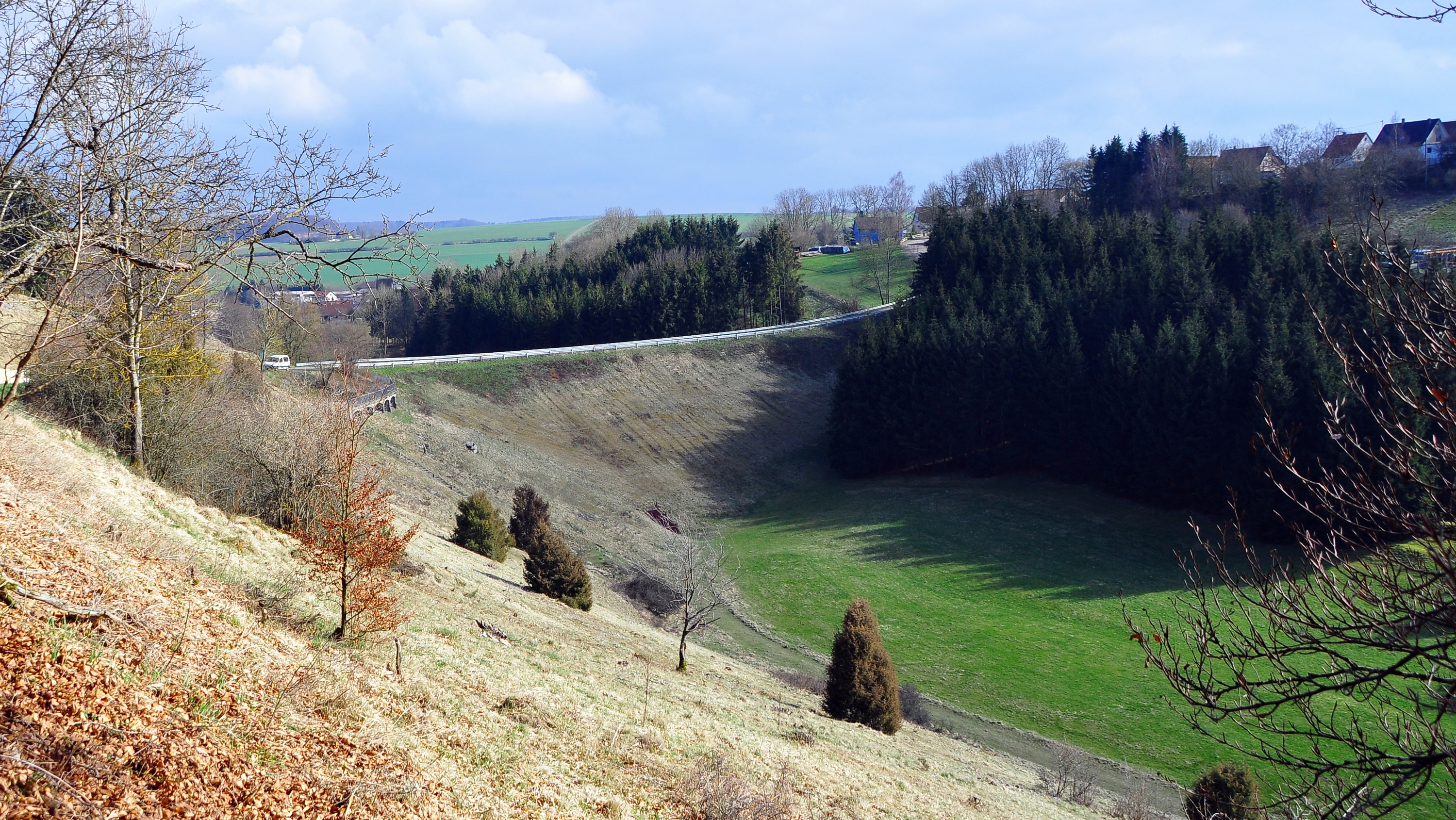
Mauertalsperre, Wasserseite

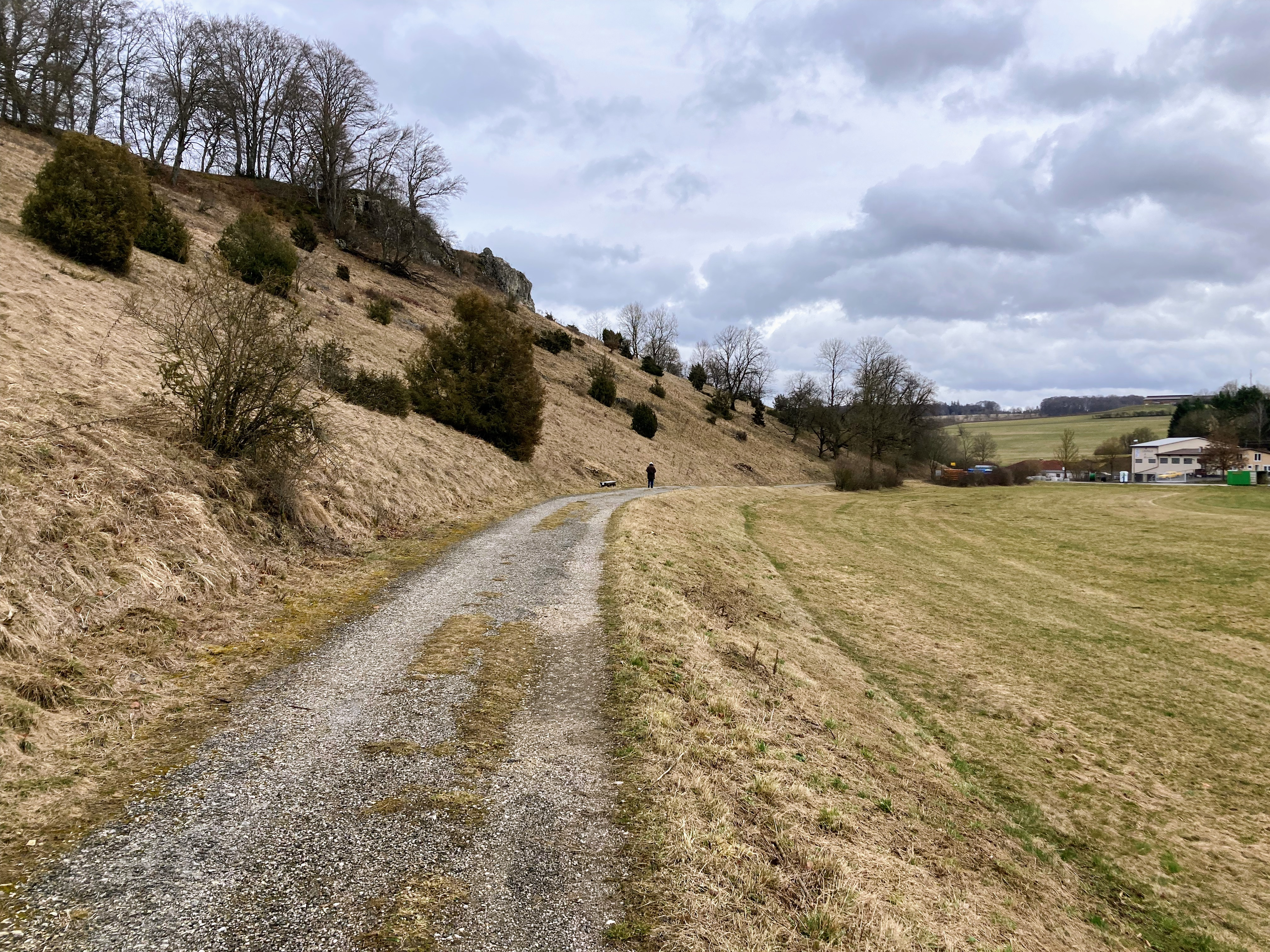
Mauertal unterhalb der Sperre (2022)